# Parafia Matki Bożej Częstochowskiej w Pile-Motylewie
Parafia pw. Matki Bożej Częstochowskiej w Pile-Motylewie – parafia należąca do dekanatu Piła, diecezji koszalińsko-kołobrzeskiej, metropolii szczecińsko-kamieńskiej. Została utworzona w 2002. Obsługiwana przez księży diecezjalnych. Siedziba parafii mieści się przy ulicy Orlej.

## Miejsca święte

### Kościół parafialny
Kościół pw. Matki Bożej Częstochowskiej w Pile-Motylewie
Kościół parafialny wybudowany w roku 1893. 